# VI. Kónsztantinosz bizánci császár

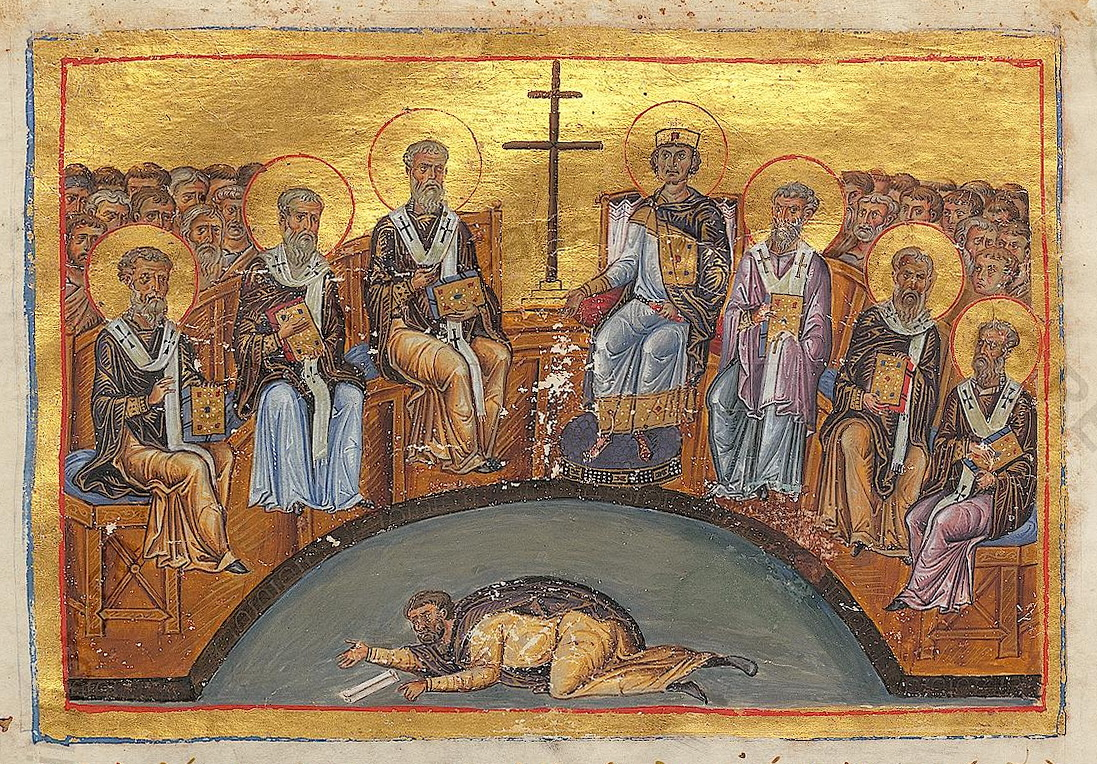
A második nikaiai zsinat ábrázolása a 11. századból

VI. Kónsztantinosz, magyarosan Konstantin (görögül: Κωνσταντίνος Ϛ΄, (Konstantinápoly, 771. január 14. – Konstantinápoly, 802, uralkodott 780. szeptember 8. – 797. augusztus 15.) a Bizánci Birodalom császára, IV. León és felesége, Eiréné egyetlen gyermeke volt. Gyermekként került trónra, és uralmát az anyjával folytatott hatalmi harc árnyékolta be, aminek keretében Eiréné végül megölette.

## Szakítás a képrombolással
A 771-ben Konstantinápolyban világra jött Kónsztantinosz gyermekként foglalta el a trónt, így édesanyja társcsászárként irányította helyette az ügyeket. A kormányzat a III. León és V. Kónsztantinosz alatt erőszakosan terjesztett képromboló politika felszámolására törekedett, amely Eiréné hatására már IV. León alatt sokat enyhült. A fokozatos enyhülés programja jegyében csak 784-ben bocsátották el Paulosz pátriárkát, helyére pedig Tarasziosz, Eiréné korábbi titkára, egy művelt laikus került.
A következő lépés egy zsinat összehívása volt, amely a 754-es ikonoklaszta, ún. „fejetlen” zsinat határozatainak elvetését és a képtisztelet visszaállítását tűzte ki célul. A törekvést üdvözlő keleti és itáliai püspökök ezúttal meg is jelentek a gyűlésen, amely 786. július 31-én nyílt meg, ám a képrombolást támogató városi gárda szétzavarta a zsinatot. A császárnő és a pátriárka nem tett le céljáról, ezért az ikonoklaszta beállítottságú alakulatokat áthelyezte Kis-Ázsia területére, egy arabok ellen indítandó háború ürügyén. Helyüket thrakiai ikontisztelő katonák vették át, így 787-ben Nikaia városában összeülhetett a hetedik egyetemes zsinat. Szeptember 24. – október 13. között két ülésen restaurálták az ikonok tiszteletét.
A zsinat a korábbi képromboló egyháziakat visszafogadta kebelébe, ha beismerték és megtagadták addigi eretnekségüket, mivel tisztában volt vele, hogy jóformán 70 éve más szellemben nem lehetett cselekedni, és sokan ebben a kényszerített hitben nevelkedtek. A toleráns döntés az V. Konstantin alatt tűzzel-vassal üldözött fanatikus képtisztelő szerzetesség felháborodását váltotta ki, ekkor jelentkezett először a későbbi bizánci vallástörténetben oly fontos szerepet kapó zélóta–politikus ellentét. Az október 23-ai záróülésen a két uralkodó közösen írta alá a képrombolást eretnekségként elítélő, a képtiszteletet Damaszkuszi Szent János tanítása alapján megideologizáló határozatot. A képtisztelő párt győzelme azonban nem volt ilyen gyors és végleges.

## Háborúk
781-ben az arabok betörtek Bizánc keleti tartományaiba, és Thrakészion thema területén megverték a császári hadsereget. Konstantinápoly sarcfizetésre kötelezte magát, ami azonban nem sokáig biztosította a betörések újraindulása ellen. A helyzetet súlyosbította a 789 óta zajló bolgár háborúskodás, amely során 792-ben a súlyos markellai vereséggel zárult. Az állam ezúttal is a fizetés mellett döntött, de bolgárok hamarosan az adó megemelését kezdték követelni. Az V. Kónsztantinosz által kivívott domináns szerep semmivé foszlott.

## Konstantin és az anyja
Eiréné túlságosan megszerette a hatalmat ahhoz, hogy átengedje nagykorú fiának az egyeduralmat. A sértett Konstantin köré politikai csoport szerveződött, amelyben a képrombolás hívei (például Mikhaél Lakhandodrakón) is helyet kaptak, mint Eiréné legkeményebb ellenfelei. A császárnő azonban 790-ben leleplezte szervezkedésüket, és ennek hatására követelte, hogy a hadsereg ismerje el idősebb uralkodónak, azaz egymaga kívánta gyakorolni a hatalmat. Az európai és fővárosi csapatok fel is esküdtek rá, de az Armeniakon thema vezetésével az anatóliai hadsereg fellázadt, és Konstantin mellett tett hitet.
A császárnőnek ideiglenesen menekülnie kellett, de fia az udvar befolyásos csoportjai nyomására 792-ben kénytelen volt visszahívni és korábbi jogaiban megerősíteni. Ez, és a bolgárok elleni hadjárat során tanúsított gyávaság Konstantin támogatói bázisának megrendülését okozta, és nagybátyja, Niképhorosz trónigényét ismét többen kezdték támogatni.
VI. Kónsztantinosz gyorsan reagált: Niképhoroszt megvakíttatta, többi nagybátyjának pedig kivágatta a nyelvét. A hajdan mellé állt armeniakoni sztratégosszal is végzett, mire a tartomány fellázadt ellene, és belháború kezdődött (793). A császár kegyetlensége csak támogatóitól fosztotta meg. Tovább rontotta helyzetét az ún. moikheia-vita: Kónsztantinosz 795-ben elkergette feleségét, az anyja által 793-ban hozzáadott Paphlagoniai Máriát, és hajdani szeretőjét, Theodotét vette nőül fényes ünnepségek keretében. Az eset a zélóta szerzetesek (vezetőik a Szakkudion apátságot vezető Platón és unokatestvére, Theodórosz voltak) lázongását vonta maga után, akiknek a császár végül száműzte a vezetőiket. A szerzetesek a továbbiakban is elégedetlenkedtek, ezúttal azonban Tarasziosz pátriárka képrombolókkal szembeni megalkuvása miatt.
A mindenki által meggyűlölt, 27 éves Konstantint anyja parancsára vakíttatták meg 797-ben születési helyén, a porfír teremben. Eiréné végül szándékának megfelelően egyeduralkodó maradt. Konstantin pedig még öt évig élt nyomorúságos helyzetében.

## Az utódok
Konstantinnak három gyermeke született az idők folyamán. Paphlagoniai Mária két lánynak adott világot, Euphroszünének és Eirénének, míg Theodoté egy León nevű kisfiúval ajándokozta meg a császárt. Leónnal 797-ben végeztek, Euphroszüné később II. Mikhaél császár felesége lett.